# Villenviertel am Orankesee
Das Villenviertel im Berliner Ortsteil Alt-Hohenschönhausen liegt im Bezirk Lichtenberg an der Grenze zum Bezirk Pankow und wird von zwei kleineren Seen mit ihren Parkanlagen geprägt. Es gehört zum Regionalpark Barnimer Feldmark mit seinen charakteristischen Feldfluren, Alleen, Rinnen, Gräben und Angerdörfern mit ihren Pfuhlen.

## Herkunft

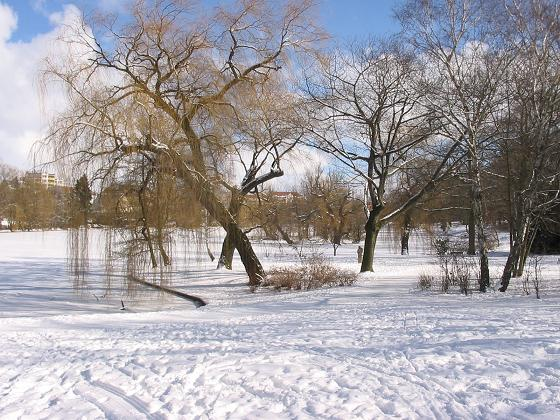
Obersee mit Eisdecke

Namensgeber ist der rund 3,9 Hektar große Orankesee, der zu einer eiszeitlichen Seenkette gehört, die vom oberen Barnim bis hinunter in das Berliner Urstromtal an der Spree verläuft. Sein Nachbar, der Obersee, ist dagegen künstlichen Ursprungs. Nördlich schließt sich der Volkspark Der Faule See an. Der Begriff Oranke geht auf die slawische Zeit vor der Gründung der Mark Brandenburg 1157 durch Albrecht den Bären und den anschließenden Landesausbau der askanischen Markgrafen zurück. Das slawische Roderanke, Ruda oder Ranke bedeutet rotbrauner See oder See auf rotbraunem Gelände und weist auf die Färbung der Raseneisensteinböden in diesem Teil der Barnim-Hochfläche hin. Am See entstand 1929 ein Strandbad mit einem 300 Meter langen Sandstrand.
Der etwas kleinere Nachbar Obersee ist ein künstlicher See, der 1895 von der Löwenbrauerei zur Sicherung des Wasserbedarfs in einer Niederung aufgefüllt wurde. Den Namen erhielt der Obersee, weil sein Wasserspiegel rund eineinhalb Meter über dem des Orankesees liegt.
Der alte slawische Name lebt ferner fort im ehemaligen Oranke-Gymnasium (jetzt Manfred von Ardenne-Gymnasium), dem Sportverein BSV Oranke, einer Kleingartenkolonie, verschiedenen Geschäften sowie in den Straßennamen Orankeweg, Orankestrand und Orankestraße.

## Geschichte

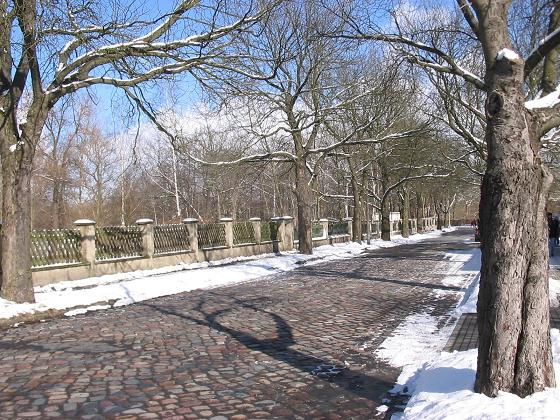
Oberseestraße im Februar

Das Viertel entstand ab 1892 infolge der Parzellierung des Gebietes durch den Unternehmer Gerhard Puchmüller und später seinen Nachfolger Henry Suermondt. Die ersten Villen entstanden am Südende des Orankesees, die zweiten um 1900 herum an dem 1895 angelegten Obersee. Die Gegend wurde wegen ihrer hervorragenden Lage und einer gut ausgebauten Infrastruktur beworben. Erfolg hatte sie, denn die Einwohnerzahl nahm drastisch zu, zwischen 1905 und 1910 allein verdoppelte sie sich von ca. 1750 auf knapp 3.500 Bewohner. Neben den zahlreichen Villen entstanden auch rund um die Seen einige Ausflugslokale, das bekannteste befand sich am Orankesee, wo kurze Zeit später das gleichnamige Strandbad eröffnete. Nicht zuletzt deswegen erhielt das Viertel in den 1920er Jahren den Beinamen „Wannsee des Nordens“.
In den 1930er Jahren siedelten sich hier zunehmend Industrielle, Künstler und andere Wohlhabende an. Es folgten einige repräsentative Neubauten im Stil der damaligen Zeit. Der Bauhaus-Architekt Ludwig Mies van der Rohe baute im Auftrag einer Kaufmannsfamilie 1932/1933 das Mies van der Rohe Haus in der Oberseestraße. Die eminente Entwicklung wurde auch von politischen Interessengruppen wahrgenommen. So unterhielt die NSDAP in der Orankestraße 86/87 ihre Parteizentrale für Hohenschönhausen.
Nach dem Krieg wurde diese zur polizeilichen Meldestelle Nr. 78, zuständig für den nach 1945 bis zur Wende abgeschirmten Bereich. „Sie waren das private Refugium hoher Mitarbeiter des Ministeriums für Staatssicherheit, die die Villen aufgrund ihrer Verdienste um die Partei zugesprochen bekommen hatten; häufig mit den Mitteln obrigkeitsstaatlicher Enteignung der Eigentümer.“
Das Ministerium für Staatssicherheit (MfS) unterhielt in der bevorzugten Wohnlage eigene Anlagen mit Verwaltungs-, Versorgungs- und Sporteinrichtungen, Teile des Gebietes und auch der Seen waren mit hohen Zäunen abgeschirmt. Einige dieser Anlagen verfügten über eine unabhängige Wasserversorgung und Stromzufuhr. Etliche hochrangige Mitarbeiter hatten ihre Domizile in dem Viertel, so Erich Mielkes Sohn und der Leiter der Kommerziellen Koordinierung (KoKo) Alexander Schalck-Golodkowski. Auch Mielke selbst hatte ein Gästehaus am Obersee.
Auflagen für das denkmalgeschützte Mies van der Rohe Haus blieben unbeachtet. Die Besitz- und Strukturprobleme, die sich aus den ehemals angeblich rund 2.700 Stasi-Objekten ergaben, konnten noch nicht restlos geklärt beziehungsweise gelöst werden.
Mittlerweile ist das Viertel wieder eines der Aushängeschilder des Ortsteils. Dennoch herrscht keine vollkommene Zufriedenheit unter den Anwohnern. Der von ihnen gegründete „Förderverein Ober- und Orankesee“ erarbeitete deshalb 2007 ein Konzept zur Umgestaltung der beiden ehemaligen Villenkolonien. Für insgesamt 10 Millionen Euro sollen eine Sichtachse zwischen den beiden Seen angelegt, neue Bäume gepflanzt und Naturlehrpfade angelegt werden. Ebenso sollen die Straßen ausgebessert und die Beleuchtung ausgetauscht werden. Rund um die beiden Gewässer ist das Anlegen von Ateliers geplant.
Das ganze Konzept soll bis 2011 größtenteils aus Spendenmitteln umgesetzt werden; eine Unterstützung durch die Bezirksverwaltung ist auf Grund der gehobenen Stellung unwahrscheinlich. Für die konkrete Umsetzung ist ein Wettbewerb zwischen sieben deutschen Universitäten geplant, nicht zuletzt, um wiederum Geld für die Planung zu sparen. Diese Sanierungen wurde dann bis 2015 beendet.

## Sehenswertes

### Kino Venus

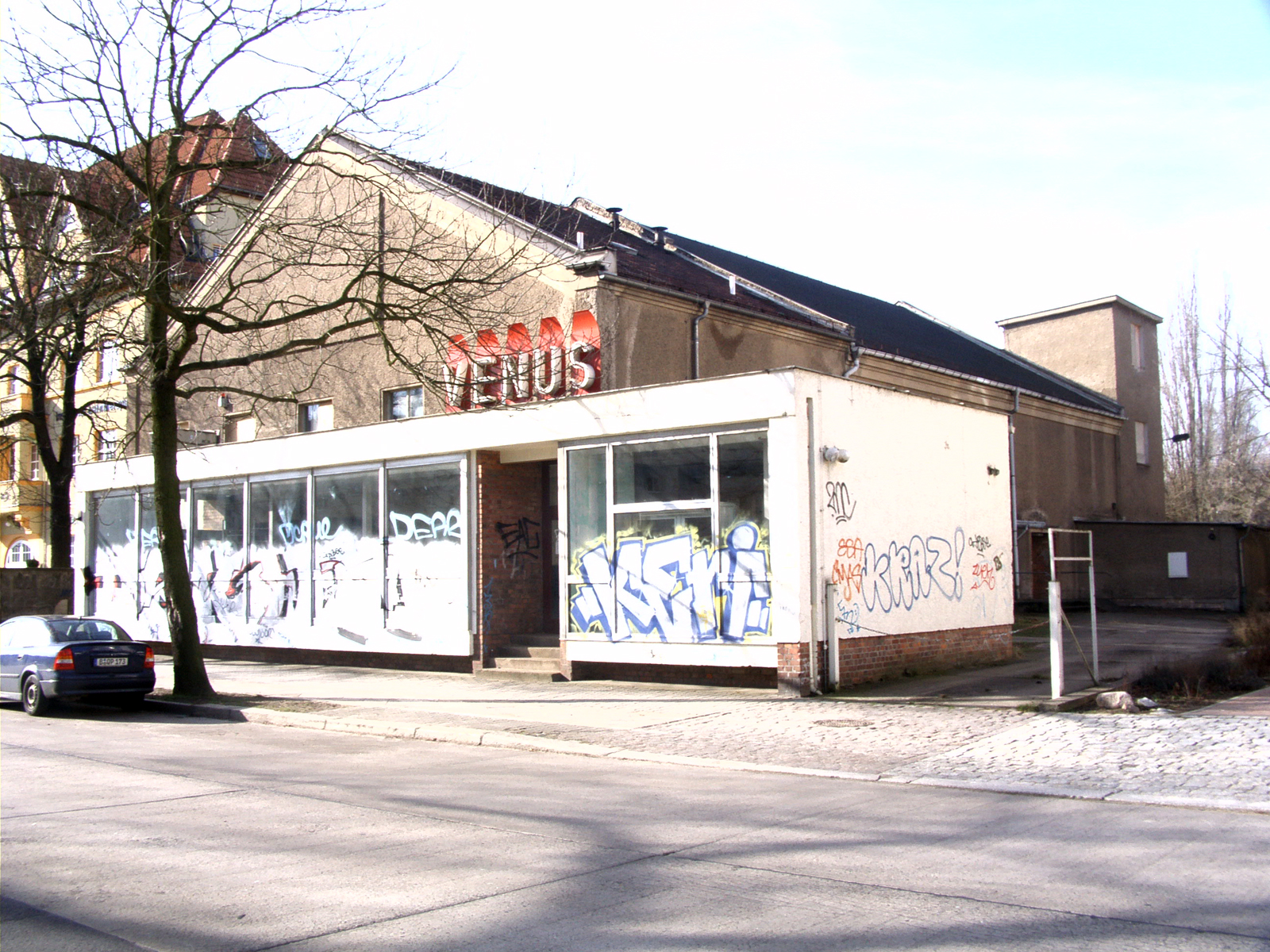
Ehemaliges Kino Venus

In der Gleisschleife Degnerstraße befand sich hier zuallererst der Betriebshof der Elektrischen Kleinbahn Berlin–Hohenschönhausen. Bis 1929 wurde das Gebäude in seiner ursprünglichen Funktion genutzt, danach pachtete es der Unternehmer Carl Bresin und stellte hier bis zum Zweiten Weltkrieg Nährmittel her. 
Nach dem Krieg war die Halle infolge von Bombentreffern eine Ruine. Anna und Georg Reichardt kauften die Immobilie und ließen darin ein Kino mit 586 Sitzplätzen eröffnen. Es erhielt den Namen Kino Uhu, weil während der Wiederaufbauarbeiten ein solcher Nachtvogel in dem Gemäuer genistet hatte. Zwischen 1959 und 1990 befand sich das Kino in staatlichem Besitz und wurde mehrfach umgebaut, 1966 erhielt es den neuen Namen Kino Venus. 
In den 1970er und 1980er Jahren befand sich in diesem Kino auch die zweite Spielstätte des immer gut besuchten Berliner Kabaretts Die Distel.
Nach der Wende wurde das Filmtheater reprivatisiert, musste aber aufgrund der Konkurrenz des 1998 eröffneten Cinemaxx-Multiplexkinos am S-Bahnhof Hohenschönhausen ab 2004 schließen. Seitdem steht das Gebäude leer. Der Versuch einer Umnutzung im Jahr 2007 scheiterte (Stand 2016).
Am Gebäude befindet sich eine Tafel zur Erinnerung an die erste  Straßenbahn nach Hohenschönhausen.

### Alte Feuerwache

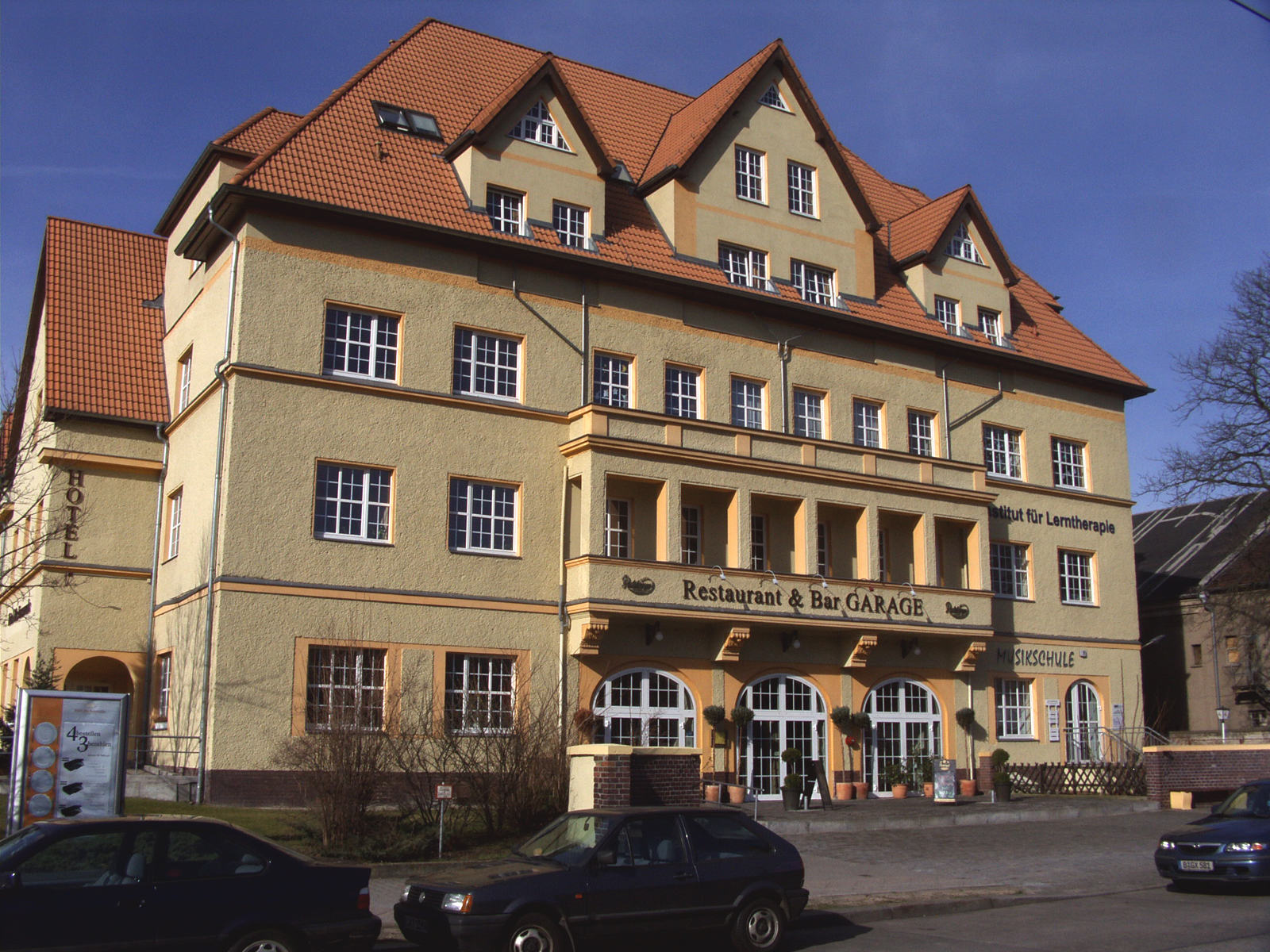
Hotel Alte Feuerwache

Das Hotel Alte Feuerwache in der Waldowstraße befindet sich direkt neben dem ehemaligen Kino Venus im früheren Dienstgebäude der Freiwilligen Feuerwehr Hohenschönhausen. Diese zog 1912 in das eigens für diesen Zweck errichtete Feuerwehrhaus ein, nachdem sie zuvor auf dem Hof des Hohenschönhausener Schlosses untergebracht war.
Neben dem Garagenschuppen für die Löschfahrzeuge und der Dienststelle befanden sich auch elf Wohnungen für die Feuerwehrleute und Gemeindebediensteten. Bis 1988 wurde das Gebäude in seiner ursprünglichen Funktion als Feuerwehrhaus genutzt, danach zog die Dienststelle in ein neueres Gebäude an der Ferdinand-Schultze-Straße. In den folgenden Jahren stand das Gebäude leer.
Im Jahr 2004 übernahm der Verein „Alte Feuerwache e. V., Haus der offenen Kinder- und Jugendarbeit“ das Haus. Dieser sah bis 1998 zusätzlich zur Jugendarbeit die Einrichtung eines Jugendhotels vor, dessen Einnahmen für die Rückzahlung der Kredite eingesetzt werden sollten. Zunächst hatte man vor, mit erwirtschafteten Mitteln eine Stiftung zu speisen. Der Umbau begann im August 1997 und dauerte bis Mai 2000. Durch Bauverzögerungen konnte die Bewirtschaftung jedoch nicht rechtzeitig beginnen. So wurde ein Familienbetrieb aus der Hotelbranche als Betreiber gewonnen. Das heutige Aussehen des Hauses geht auf die ursprünglichen Ansichten und auf das Konzept des Trägers zurück. Lediglich ein Uhrentürmchen wurde aus Kostengründen nicht nachgestaltet. Die Baubegleitung erfolgte durch den Trägerverein des Hauses, der weiterhin die Leitung des Hauses in der Hand hält und mit mehr als 50 Prozent der Fläche größter Nutzer im Objekt ist. Für den zweieinhalb Jahre dauernden Umbau wurden rund 5,5 Millionen D-Mark eingesetzt. Neben Mitteln der Deutschen Klassenlotterie, des größten Geldgebers, flossen auch private Mittel einer Wohnungsbaugesellschaft, einer Privatperson, Restmittel des Jugendamtes Hohenschönhausen aus 1999 und Kredite der Hausbank des Trägers in den Umbau.

### Haus Lemke

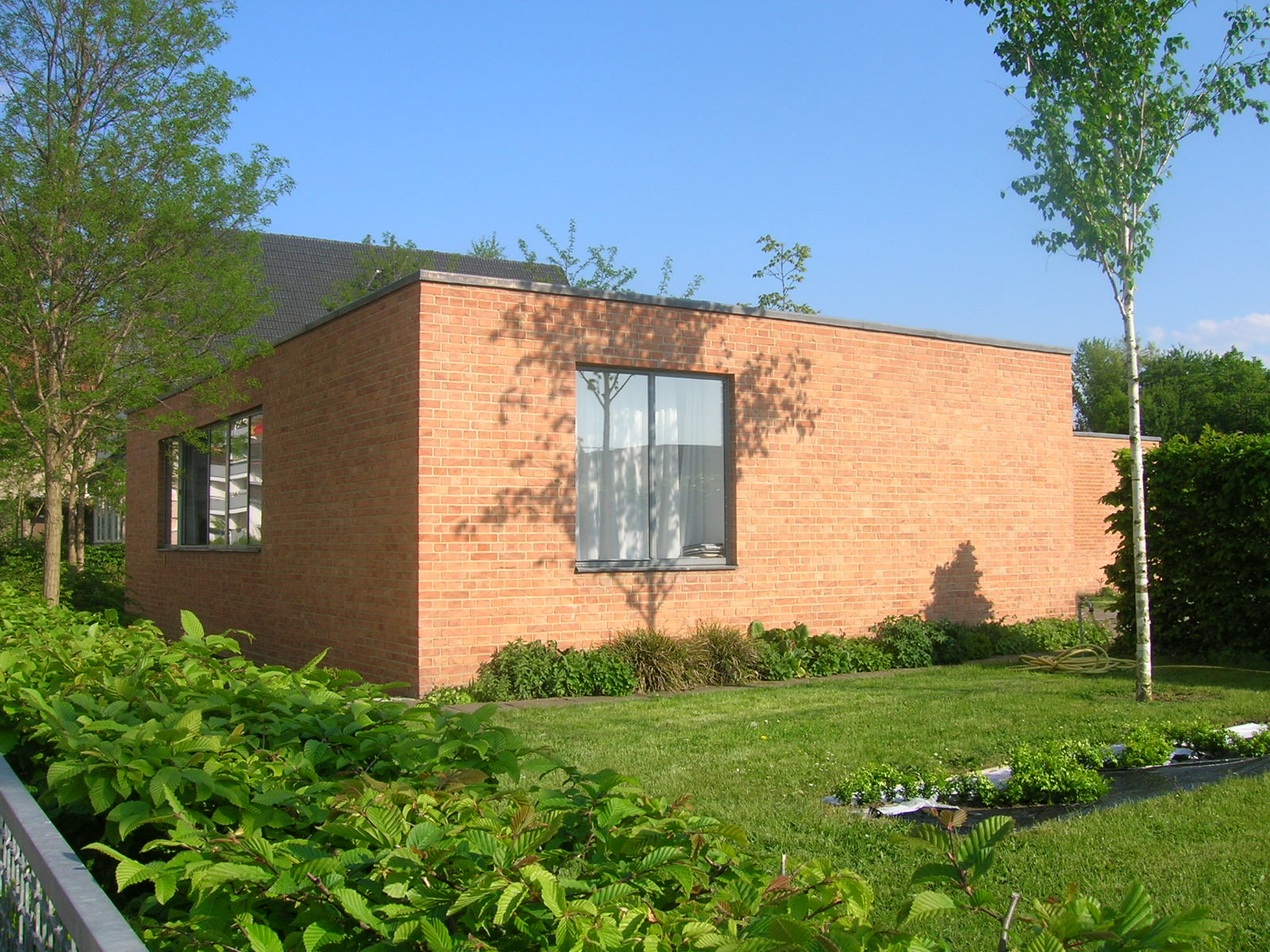
Haus Lemke im Sommer 2006

An der Oberseestraße, die den gleichnamigen See nördlich tangiert, befindet sich mit Hausnummer 60 das ab 1932 errichtete Haus Lemke. Es ist das letzte von Ludwig Mies van der Rohe entworfene Wohnhaus in Deutschland und zudem eine international bedeutende Sehenswürdigkeit des Viertels. In dem Museum finden regelmäßig Kunstausstellungen in Verantwortung des Bezirks Lichtenberg statt.